# Libingan ng Mga Bayani
Il Libingan ng Mga Bayani (Cimitero degli Eroi) è uno dei quindici luoghi pubblici di sepoltura dell'area di Metro Manila, capitale delle Filippine.

## Storia
Realizzato nel 1947 dal Governo delle Filippine con il nome di Republic Memorial Cemetery, sorge a Taguig, Manila, e occupa una superficie di 142 ettari; vi sono sepolti prominenti personaggi pubblici, militari e della cultura filippini.
Nel 1954 il cimitero venne dedicato dal presidente Ramón Magsaysay agli eroi nazionali e ribattezzato Libingan ng Mga Bayani, "cimitero dei molti eroi". Nel 1967 il presidente Ferdinand Marcos ampliò la superficie del cimitero dedicandogli una ampia parte della riserva militare di Fort Bonifacio, precedentemente Fort McKinley, con l'intenzione di fare sì che l'area diventasse non solo luogo di sepoltura per i militari ma anche luogo per onorare le spoglie degli eroi nazionali del suo Paese.
Essendo il Libingan ng Mga Bayani un cimitero di Stato, è aperto ad accogliere le sepolture di prominenti personalità filippine che abbiano servito nel Governo: esistono infatti aree riservate ai Presidenti e ai Vicepresidenti del Paese, ufficiali delle Forze Armate, giuristi famosi, membri delle varie legislature e artisti e scienziati di fama nazionale.

## Sepolture di filippini illustri
Fra le molte sepolture di personaggi illustri spiccano le tombe di tre dei più recenti Presidenti delle Filippine:
- Carlos Polestico Garcia, (1896-1971), ottavo Presidente in carica fra il 1957 e il 1961.
- Diosdado Macapagal, (1910-1997), nono Presidente in carica fra il 1961 e il 1965.
- Ferdinand Marcos, (1917-1989), decimo Presidente in carica fra il 1961 e il 1986.